# Jorat-Mézières
Jorat-Mézières − miejscowość i gmina (commune) w zachodniej Szwajcarii, w kantonie Vaud, w okręgu (district) Lavaux-Oron. Leży nad rzeką Carrouge. Powstała 1 lipca 2016 w wyniku połączenia gmin Carrouge, Ferlens i Mézières.

## Demografia
W Jorat-Mézières mieszkają 3104 osoby. W 2022 roku 16,3% populacji gminy stanowiły osoby urodzone poza Szwajcarią.

## Transport
Przez teren gminy przebiega droga główna nr 140.